# 絕情姊妹
《絕情姊妹》，為泰國GMM 25與Viu於2025年6月30日起播出的驚悚懸疑劇情電視劇，改編自小說《เพลิงบุปผา》。由普洛伊湘普·素帕莎（Jan）、莎蘭查娜·阿芘莎麥蒙空（Aye）、余晶晶（JingJing）、甘雅拉·露安瓏（Piploy）、帕查彤·塔娜瓦（Ployphach）、蓋溫·卡斯奇（Gawin）、路克·普勞頓（Luke）、塔納查·威吉翁通（Mond）及瓦奇拉維·讓維瓦（Chimon）主演。
此劇由GMMTV製作，並在2024年4月GMMTV的「UP&ABOVE」Part 2新戲發佈會上公開先導預告片。
其後，此劇於2025年6月在GMM 25電視台及Viu首播，同年8月終映。

## 演員陣容
註：括號內的演員及角色姓名為小名。

### 主要人物
- 普洛伊湘普·素帕莎（Jan）飾演 Boontharika Bupphachinda（Baibua）
- 莎蘭查娜·阿芘莎麥蒙空（Aye）飾演 Chomphunut Bupphachinda（Chomphu／Chom）
- 余晶晶（JingJing）飾演 Putpichaya Bupphachinda（Picha）
- 甘雅拉·露安瓏（Piploy）飾演 Chatfah Bupphachinda
- 帕查彤·塔娜瓦（Ployphach）飾演 Pan
- 蓋溫·卡斯奇（Gawin）飾演 Khem
- 路克·普勞頓（Luke）飾演 Arch
- 塔納查·威吉翁通（英语：Tanutchai Wijitvongtong）（Mond）飾演 Nathat
- 瓦奇拉維·讓維瓦（Chimon）飾演 Thana

### 其他人物
- 西瓦科恩·勒爾科喬特（Guy）飾演 Chain
- 拉瑪瓦迪·斯莉蘇卡化（Pupae）
- 帕拉梅·諾亞姆（Plai）飾演 Asoksapun Bupphachinda（Asok）
- Noom Surawut Maikun 飾演 Kajorn
- 當道·賈魯欽達（Duangdao）
- Naiyana Khotchasaeng 飾演 Chom

## 劇集原聲帶
| 曲序 | 曲目        | 演唱                                     | 备注  | 时长 |
| ---- | ----------- | ---------------------------------------- | ----- | ---- |
| 1.   | หาย（Hide） | 莎蘭查娜·阿芘莎麥蒙空、塔索恩·克林尼亞姆 | [ 5 ] | 3:37 |

## 外部連結
- GMM25 官方網站（泰文）
- GMMTV 官方網站（泰文）
- 《絕情姊妹》的X（前Twitter）
- YouTube上的《絕情姊妹》播放列表
- MyDramaList 劇集介紹及劇評（英文）
- 豆瓣电影上《絕情姊妹》的資料 （简体中文）